# Breganze Cabernet Sauvignon superiore
Il Breganze Cabernet Sauvignon superiore è un vino DOC la cui produzione è consentita nella provincia di Vicenza.

## Caratteristiche organolettiche
- colore: rosso rubino intenso, tendente al rosso mattone con l'invecchiamento
- odore: vinoso, caratteristico più o meno erbaceo con profumo intenso e persistenze
- sapore: asciutto, pieno, vellutato con o senza persistenzagradevole di legno

## Produzione
Provincia, stagione, volume in ettolitri
- nessun dato disponibile